# تاتيانا سامويلوفا
تاتيانا سامويلوفا (4 مايو 1934 - 4 مايو 2014) هي ممثلة سوفيتية وروسية، أشتهرت لدورها في فيلم طائر الكركي يحلق.

## روابط خارجية
- تاتيانا سامويلوفا على موقع IMDb (الإنجليزية)
- تاتيانا سامويلوفا على موقع مونزينجر (الألمانية)
- تاتيانا سامويلوفا على موقع ألو سيني (الفرنسية)
- تاتيانا سامويلوفا على موقع أول موفي (الإنجليزية)
- تاتيانا سامويلوفا على موقع أول موفي (الإنجليزية)
- تاتيانا سامويلوفا على موقع قاعدة بيانات الأفلام السويدية (السويدية)
- تاتيانا سامويلوفا على موقع قاعدة بيانات الفيلم (الإنجليزية)
- تاتيانا سامويلوفا على موقع كينوبويسك (الروسية)